# Saison 2022-2023 du Jazz de l'Utah
La saison 2022-2023 du Jazz de l'Utah est la 49e saison de la franchise en National Basketball Association (NBA) et la 44e saison dans la ville de Salt Lake City.

## Draft
- Aucun choix de draft cette saison.

## Matchs

### Summer League
| Summer League Total: 3-5 |

| Match | Date match | Équipe        | Score   | Meilleur marqueur    | Meilleur rebondeur   | Meilleur passeur       | Lieux Spectateurs             | Série |
| ----- | ---------- | ------------- | ------- | -------------------- | -------------------- | ---------------------- | ----------------------------- | ----- |
| 1     | 5 juillet  | Oklahoma City | D 77-98 | Xavier Sneed (15)    | Kofi Cockburn (7)    | Jared Butler (4)       | Vivint Smart Home Arena 6 641 | 0 - 1 |
| 2     | 6 juillet  | Philadelphie  | D 82-86 | Justin Robinson (17) | James Palmer Jr. (8) | Miller, Palmer Jr. (4) | Vivint Smart Home Arena 7 153 | 0 - 2 |
| 3     | 7 juillet  | Memphis       | D 84-95 | Jared Butler (22)    | Kofi Cockburn (9)    | Jared Butler (7)       | Vivint Smart Home Arena 0     | 0 - 3 |

| Match | Date match | Équipe        | Score   | Meilleur marqueur    | Meilleur rebondeur    | Meilleur passeur    | Lieux Spectateurs      | Série |
| ----- | ---------- | ------------- | ------- | -------------------- | --------------------- | ------------------- | ---------------------- | ----- |
| 1     | 9 juillet  | Atlanta       | V 72-66 | Jared Butler (15)    | Kofi Cockburn (13)    | Jared Butler (7)    | Cox Pavilion 0         | 1 - 0 |
| 2     | 11 juillet | Dallas        | V 83-82 | Tacko Fall (12)      | Tacko Fall (15)       | Jared Butler (10)   | Cox Pavilion 0         | 2 - 0 |
| 3     | 13 juillet | Toronto       | D 74-80 | Jared Butler (12)    | Caboclo, Cockburn (9) | Jared Butler (6)    | Cox Pavilion 0         | 2 - 1 |
| 4     | 15 juillet | L.A. Clippers | D 65-82 | Leandro Bolmaro (19) | Tacko Fall (9)        | Justin Robinson (7) | Thomas & Mack Center 0 | 2 - 2 |
| 5     | 17 juillet | Denver        | V 82-72 | Jared Butler (15)    | Boriša Simanić (7)    | Jared Butler (6)    | Cox Pavilion 0         | 3 - 2 |

### Pré-saison
| Pré-saison Total: 1-3 (Domicile : 0-2; Extérieur : 1-1) |

| Match | Date match | Équipe      | Score     | Meilleur marqueur    | Meilleur rebondeur   | Meilleur passeur        | Lieux Spectateurs              | Série |
| ----- | ---------- | ----------- | --------- | -------------------- | -------------------- | ----------------------- | ------------------------------ | ----- |
| 1     | 2 octobre  | @ Toronto   | D 82-114  | Lauri Markkanen (20) | Gay, Olynyk (6)      | Jarred Vanderbilt (6)   | Rogers Place 17 100            | 0 - 1 |
| 2     | 4 octobre  | @ Portland  | V 118-101 | Jordan Clarkson (19) | Cody Zeller (8)      | Kelly Olynyk (5)        | Moda Center 15 197             | 1 - 1 |
| 3     | 11 octobre | San Antonio | D 104-111 | Lauri Markkanen (18) | Gay, Markkanen (10)  | Butler, Clarkson (7)    | Vivint Smart Home Arena 13 887 | 1 - 2 |
| 4     | 14 octobre | Dallas      | D 101-115 | Lauri Markkanen (21) | Lauri Markkanen (10) | Conley, Jr., Sexton (7) | Vivint Smart Home Arena 15 713 | 1 - 3 |

### Saison régulière
| Saison régulière Total: 37-45 (Domicile : 23-18; Extérieur : 14-27) |

| Match | Date match | Équipe                | Score          | Meilleur marqueur      | Meilleur rebondeur     | Meilleur passeur      | Lieux Spectateurs              | Série |
| ----- | ---------- | --------------------- | -------------- | ---------------------- | ---------------------- | --------------------- | ------------------------------ | ----- |
| 1     | 19 octobre | Denver                | V 123-102      | Collin Sexton (20)     | Jarred Vanderbilt (12) | Mike Conley, Jr. (8)  | Vivint Smart Home Arena 18 206 | 1 - 0 |
| 2     | 21 octobre | @ Minnesota           | V 132-126 (OT) | Jordan Clarkson (29)   | Jarred Vanderbilt (14) | Mike Conley, Jr. (11) | Target Center 17 136           | 2 - 0 |
| 3     | 23 octobre | @ La Nouvelle-Orléans | V 122-121 (OT) | Lauri Markkanen (31)   | Lauri Markkanen (12)   | Mike Conley, Jr. (8)  | Smoothie King Center 18 665    | 3 - 0 |
| 4     | 24 octobre | @ Houston             | D 108-114      | Jordan Clarkson (17)   | Jarred Vanderbilt (11) | Mike Conley, Jr. (7)  | Toyota Center 16 260           | 3 - 1 |
| 5     | 26 octobre | Houston               | V 109-101      | Lauri Markkanen (24)   | Lauri Markkanen (9)    | Kelly Olynyk (6)      | Vivint Smart Home Arena 18 206 | 4 - 1 |
| 6     | 28 octobre | @ Denver              | D 101-117      | Lauri Markkanen (17)   | Lauri Markkanen (10)   | Mike Conley, Jr. (5)  | Ball Arena 19 560              | 4 - 2 |
| 7     | 29 octobre | Memphis               | V 124-123      | Markkanen, Olynyk (23) | Lauri Markkanen (9)    | Jarred Vanderbilt (7) | Vivint Smart Home Arena 18 206 | 5 - 2 |
| 8     | 31 octobre | Memphis               | V 121-105      | Lauri Markkanen (31)   | Lauri Markkanen (11)   | Jordan Clarkson (7)   | Vivint Smart Home Arena 18 206 | 6 - 2 |

| Match | Date match  | Équipe          | Score     | Meilleur marqueur    | Meilleur rebondeur         | Meilleur passeur                | Lieux Spectateurs               | Série   |
| ----- | ----------- | --------------- | --------- | -------------------- | -------------------------- | ------------------------------- | ------------------------------- | ------- |
| 9     | 2 novembre  | @ Dallas        | D 100-103 | Jordan Clarkson (22) | Malik Beasley (8)          | Clarkson, Conley, Jr. (8)       | American Airlines Center 19 877 | 6 - 3   |
| 10    | 4 novembre  | @ L.A. Lakers   | V 130-116 | Lauri Markkanen (27) | Lauri Markkanen (13)       | Mike Conley, Jr. (10)           | Crypto.com Arena 18 997         | 7 - 3   |
| 11    | 6 novembre  | @ L.A. Clippers | V 110-102 | Jordan Clarkson (23) | Lauri Markkanen (9)        | Jordan Clarkson (5)             | Crypto.com Arena 16 111         | 8 - 3   |
| 12    | 7 novembre  | L.A. Lakers     | V 139-116 | Lauri Markkanen (23) | Walker Kessler (9)         | Mike Conley, Jr. (12)           | Vivint Smart Home Arena 18 206  | 9 - 3   |
| 13    | 9 novembre  | @ Atlanta       | V 125-119 | Lauri Markkanen (32) | Lauri Markkanen (8)        | Mike Conley, Jr. (13)           | State Farm Arena 15 845         | 10 - 3  |
| 14    | 12 novembre | @ Washington    | D 112-121 | Jordan Clarkson (18) | Jarred Vanderbilt (8)      | Conley, Jr., Horton-Tucker (10) | Capital One Arena 13 673        | 10 - 4  |
| 15    | 13 novembre | @ Philadelphie  | D 98-105  | Malik Beasley (18)   | Markkanen, Vanderbilt (10) | Mike Conley, Jr. (8)            | Wells Fargo Center 19 761       | 10 - 5  |
| 16    | 15 novembre | New York        | D 111-118 | Kelly Olynyk (27)    | Kelly Olynyk (11)          | Mike Conley, Jr. (7)            | Vivint Smart Home Arena 18 206  | 10 - 6  |
| 17    | 18 novembre | Phoenix         | V 134-133 | Lauri Markkanen (38) | Jarred Vanderbilt (11)     | Mike Conley, Jr. (10)           | Vivint Smart Home Arena 18 206  | 11 - 6  |
| 18    | 19 novembre | @ Portland      | V 118-113 | Jordan Clarkson (28) | Lauri Markkanen (10)       | Trois joueurs (4)               | Moda Center 19 595              | 12 - 6  |
| 19    | 21 novembre | @ L.A. Clippers | D 114-121 | Jordan Clarkson (26) | Markkanen, Vanderbilt (10) | Jarred Vanderbilt (5)           | Crypto.com Arena 19 068         | 12 - 7  |
| 20    | 23 novembre | Détroit         | D 116-125 | Malik Beasley (29)   | Malik Beasley (11)         | Collin Sexton (12)              | Vivint Smart Home Arena 18 206  | 12 - 8  |
| 21    | 25 novembre | @ Golden State  | D 118-129 | Lauri Markkanen (24) | Jarred Vanderbilt (10)     | Jordan Clarkson (10)            | Chase Center 18 064             | 12 - 9  |
| 22    | 26 novembre | @ Phoenix       | D 112-113 | Jordan Clarkson (22) | Lauri Markkanen (10)       | Clarkson, Sexton (5)            | Footprint Center 17 071         | 12 - 10 |
| 23    | 28 novembre | Chicago         | D 107-114 | Lauri Markkanen (32) | Lauri Markkanen (9)        | Jordan Clarkson (9)             | Vivint Smart Home Arena 18 206  | 12 - 11 |
| 24    | 30 novembre | L.A. Clippers   | V 125-112 | Jordan Clarkson (33) | Jarred Vanderbilt (12)     | Collin Sexton (6)               | Vivint Smart Home Arena 18 206  | 13 - 11 |

| Match | Date match  | Équipe              | Score          | Meilleur marqueur             | Meilleur rebondeur      | Meilleur passeur              | Lieux Spectateurs                 | Série   |
| ----- | ----------- | ------------------- | -------------- | ----------------------------- | ----------------------- | ----------------------------- | --------------------------------- | ------- |
| 25    | 2 décembre  | Indiana             | V 139-119      | Lauri Markkanen (24)          | Lauri Markkanen (13)    | Talen Horton-Tucker (9)       | Vivint Smart Home Arena 18 206    | 14 - 11 |
| 26    | 3 décembre  | Portland            | D 111-116      | Jordan Clarkson (24)          | Kelly Olynyk (9)        | Kelly Olynyk (6)              | Vivint Smart Home Arena 18 206    | 14 - 12 |
| 27    | 7 décembre  | Golden State        | V 124-123      | Jordan Clarkson (22)          | Walker Kessler (12)     | Jordan Clarkson (9)           | Vivint Smart Home Arena 18 206    | 15 - 12 |
| 28    | 9 décembre  | Minnesota           | D 108-118      | Malik Beasley (23)            | Jarred Vanderbilt (10)  | Mike Conley, Jr. (6)          | Vivint Smart Home Arena 18 206    | 15 - 13 |
| 29    | 10 décembre | @ Denver            | D 110-115      | Nickeil Alexander-Walker (27) | Kelly Olynyk (9)        | Horton-Tucker, Vanderbilt (4) | Ball Arena 19 636                 | 15 - 14 |
| 30    | 13 décembre | La Nouvelle-Orléans | V 121-100      | Malik Beasley (21)            | Walker Kessler (16)     | Trois joueurs (6)             | Vivint Smart Home Arena 18 206    | 16 - 14 |
| 31    | 15 décembre | La Nouvelle-Orléans | V 132-129 (OT) | Jordan Clarkson (39)          | Clarkson, Kessler (8)   | Mike Conley, Jr. (6)          | Vivint Smart Home Arena 18 206    | 17 - 14 |
| 32    | 17 décembre | @ Milwaukee         | D 97-123       | Beasley, Markkanen (18)       | Jarred Vanderbilt (6)   | Nickeil Alexander-Walker (5)  | Fiserv Forum 17 587               | 17 - 15 |
| 33    | 19 décembre | @ Cleveland         | D 99-122       | Lauri Markkanen (24)          | Trois joueurs (6)       | Mike Conley, Jr. (9)          | Rocket Mortgage FieldHouse 19 432 | 17 - 16 |
| 34    | 20 décembre | @ Détroit           | V 126-111      | Lauri Markkanen (38)          | Jarred Vanderbilt (13)  | Mike Conley, Jr. (7)          | Little Caesars Arena 15 622       | 18 - 16 |
| 35    | 22 décembre | Washington          | V 120-112      | Malik Beasley (25)            | Walker Kessler (14)     | Mike Conley, Jr. (6)          | Vivint Smart Home Arena 18 206    | 19 - 16 |
| 36    | 26 décembre | @ San Antonio       | D 122-126      | Lauri Markkanen (32)          | Lauri Markkanen (12)    | Mike Conley, Jr. (6)          | AT&T Center 16 351                | 19 - 17 |
| 37    | 28 décembre | @ Golden State      | D 107-112      | Lauri Markkanen (29)          | Lauri Markkanen (16)    | Mike Conley, Jr. (10)         | Chase Center 18 064               | 19 - 18 |
| 38    | 30 décembre | @ Sacramento        | D 125-126      | Lauri Markkanen (36)          | Kessler, Vanderbilt (8) | Jordan Clarkson (9)           | Golden 1 Center 17 946            | 19 - 19 |
| 39    | 31 décembre | Miami               | D 123-126      | Lauri Markkanen (29)          | Lauri Markkanen (14)    | Mike Conley, Jr. (8)          | Vivint Smart Home Arena 18 206    | 19 - 20 |

| Match | Date match | Équipe        | Score     | Meilleur marqueur    | Meilleur rebondeur       | Meilleur passeur        | Lieux Spectateurs              | Série   |
| ----- | ---------- | ------------- | --------- | -------------------- | ------------------------ | ----------------------- | ------------------------------ | ------- |
| 40    | 3 janvier  | Sacramento    | D 115-117 | Lauri Markkanen (28) | Jarred Vanderbilt (9)    | Mike Conley, Jr. (7)    | Vivint Smart Home Arena 18 206 | 19 - 21 |
| 41    | 5 janvier  | @ Houston     | V 131-114 | Lauri Markkanen (49) | Jarred Vanderbilt (9)    | Mike Conley, Jr. (11)   | Toyota Center 16 320           | 20 - 21 |
| 42    | 7 janvier  | @ Chicago     | D 118-126 | Lauri Markkanen (28) | Jarred Vanderbilt (14)   | Jordan Clarkson (8)     | United Center 21 694           | 20 - 22 |
| 43    | 8 janvier  | @ Memphis     | D 118-123 | Lauri Markkanen (21) | Walker Kessler (11)      | Mike Conley, Jr. (8)    | FedExForum 17 794              | 20 - 23 |
| 44    | 10 janvier | Cleveland     | V 116-114 | Jordan Clarkson (32) | Lauri Markkanen (16)     | Trois joueurs(( (4)     | Vivint Smart Home Arena 18 206 | 21 - 23 |
| 45    | 13 janvier | Orlando       | V 112-108 | Lauri Markkanen (28) | Clarkson, Markkanen (12) | Collin Sexton (3)       | Vivint Smart Home Arena 18 206 | 22 - 23 |
| 46    | 14 janvier | Philadelphie  | D 117-118 | Jordan Clarkson (38) | Walker Kessler (12)      | Mike Conley, Jr. (8)    | Vivint Smart Home Arena 18 206 | 22 - 24 |
| 47    | 16 janvier | @ Minnesota   | V 126-125 | Jordan Clarkson (21) | Walker Kessler (21)      | Mike Conley, Jr. (6)    | Target Center 16 477           | 23 - 24 |
| 48    | 18 janvier | L.A. Clippers | V 126-103 | Lauri Markkanen (34) | Lauri Markkanen (12)     | Mike Conley, Jr. (9)    | Vivint Smart Home Arena 18 206 | 24 - 24 |
| 49    | 20 janvier | Brooklyn      | D 106-117 | Jordan Clarkson (29) | Lauri Markkanen (11)     | Mike Conley, Jr. (9)    | Vivint Smart Home Arena 18 206 | 24 - 25 |
| 50    | 23 janvier | Charlotte     | V 120-102 | Lauri Markkanen (25) | Lauri Markkanen (11)     | Talen Horton-Tucker (6) | Vivint Smart Home Arena 18 206 | 25 - 25 |
| 51    | 25 janvier | @ Portland    | D 124-134 | Lauri Markkanen (24) | Malik Beasley (6)        | Mike Conley, Jr. (10)   | Moda Center 18 154             | 25 - 26 |
| 52    | 28 janvier | Dallas        | V 108-100 | Lauri Markkanen (29) | Walker Kessler (11)      | Mike Conley, Jr. (11)   | Vivint Smart Home Arena 18 206 | 26 - 26 |

| Match                  | Date match  | Équipe        | Score          | Meilleur marqueur        | Meilleur rebondeur      | Meilleur passeur            | Lieux Spectateurs              | Série   |
| ---------------------- | ----------- | ------------- | -------------- | ------------------------ | ----------------------- | --------------------------- | ------------------------------ | ------- |
| 53                     | 1er février | Toronto       | V 131-128      | Lauri Markkanen (28)     | Walker Kessler (14)     | Mike Conley, Jr. (8)        | Vivint Smart Home Arena 18 206 | 27 - 26 |
| 54                     | 3 février   | Atlanta       | D 108-115      | Lauri Markkanen (25)     | Jarred Vanderbilt (11)  | Mike Conley, Jr. (8)        | Vivint Smart Home Arena 18 206 | 27 - 27 |
| 55                     | 6 février   | Dallas        | D 111-124      | Jordan Clarkson (26)     | Walker Kessler (9)      | Mike Conley, Jr. (11)       | Vivint Smart Home Arena 18 206 | 27 - 28 |
| 56                     | 8 février   | Minnesota     | D 118-143      | Collin Sexton (22)       | Walker Kessler (9)      | Clarkson, Horton-Tucker (6) | Vivint Smart Home Arena 18 206 | 27 - 29 |
| 57                     | 10 février  | @ Toronto     | V 122-116      | Kessler, Markkanen (23)  | Kessler, Markkanen (9)  | Kelly Olynyk (8)            | Scotiabank Arena 19 800        | 28 - 29 |
| 58                     | 11 février  | @ New York    | D 120-126      | Lauri Markkanen (29)     | Walker Kessler (15)     | Talen Horton-Tucker (7)     | Madison Square Garden 19 339   | 28 - 30 |
| 59                     | 13 février  | @ Indiana     | V 123-117      | Clarkson, Markkanen (11) | Talen Horton-Tucker (7) | Lauri Markkanen (29)        | Gainbridge Fieldhouse 15 004   | 29 - 30 |
| 60                     | 15 février  | @ Memphis     | D 111-117      | Kelly Olynyk (28)        | Kessler, Olynyk (14)    | Talen Horton-Tucker (7)     | FedExForum 16 748              | 29 - 31 |
| NBA All-Star Game 2023 |             |               |                |                          |                         |                             |                                |         |
| 61                     | 23 février  | Oklahoma City | V 120-119 (OT) | Lauri Markkanen (43)     | Walker Kessler (18)     | Clarkson, Horton-Tucker (6) | Vivint Smart Home Arena 18 206 | 30 - 31 |
| 62                     | 25 février  | San Antonio   | V 118-102      | Lauri Markkanen (27)     | Walker Kessler (12)     | Kris Dunn (8)               | Vivint Smart Home Arena 18 206 | 31 - 31 |
| 63                     | 28 février  | San Antonio   | D 94-102       | Lauri Markkanen (28)     | Walker Kessler (15)     | Dunn, Horton-Tucker (3)     | Vivint Smart Home Arena 18 206 | 31 - 32 |

| Match | Date match | Équipe          | Score     | Meilleur marqueur        | Meilleur rebondeur    | Meilleur passeur         | Lieux Spectateurs               | Série   |
| ----- | ---------- | --------------- | --------- | ------------------------ | --------------------- | ------------------------ | ------------------------------- | ------- |
| 64    | 3 mars     | @ Oklahoma City | D 103-130 | Lauri Markkanen (20)     | Walker Kessler (11)   | Kris Dunn (6)            | Paycom Center 16 538            | 31 - 33 |
| 65    | 5 mars     | @ Oklahoma City | D 119-129 | Jordan Clarkson (18)     | Kessler, Olynyk (10)) | Jordan Clarkson (12)     | Paycom Center 14 778            | 31 - 34 |
| 66    | 7 mars     | @ Dallas        | D 116-120 | Lauri Markkanen (33)     | Kris Dunn (8)         | Kris Dunn (5)            | American Airlines Center 20 277 | 31 - 35 |
| 67    | 9 mars     | @ Orlando       | V 131-124 | Lauri Markkanen (31)     | Walker Kessler (10)   | Talen Horton-Tucker (8)  | Amway Center 16 552             | 32 - 35 |
| 68    | 11 mars    | @ Charlotte     | V 119-111 | Talen Horton-Tucker (37) | Walker Kessler (16)   | Talen Horton-Tucker (10) | Spectrum Center 17 221          | 33 - 35 |
| 69    | 13 mars    | @ Miami         | D 115-119 | Lauri Markkanen (38)     | Walker Kessler (9)    | Dunn, Horton-Tucker (8)  | Miami-Dade Arena 19 721         | 33 - 36 |
| 70    | 18 mars    | Boston          | V 118-117 | Lauri Markkanen (28)     | Walker Kessler (14)   | Dunn, Olynyk (6)         | Vivint Smart Home Arena 18 206  | 34 - 36 |
| 71    | 20 mars    | Sacramento      | V 128-120 | Ochai Agbaji (27)        | Kelly Olynyk (10)     | Kris Dunn (10)           | Vivint Smart Home Arena 18 206  | 35 - 36 |
| 72    | 22 mars    | Portland        | D 115-127 | Lauri Markkanen (40)     | Lauri Markkanen (12)  | Talen Horton-Tucker (7)  | Vivint Smart Home Arena 0       | 35 - 37 |
| 73    | 24 mars    | Milwaukee       | D 116-144 | Simone Fontecchio (26)   | Udoka Azubuike (9)    | Talen Horton-Tucker (8)  | Vivint Smart Home Arena 18 206  | 35 - 38 |
| 74    | 25 mars    | @ Sacramento    | D 113-121 | Walker Kessler (31)      | Walker Kessler (11)   | Kelly Olynyk (10)        | Golden 1 Center 18 151          | 35 - 39 |
| 75    | 27 mars    | Phoenix         | D 103-117 | Lauri Markkanen (25)     | Lauri Markkanen (9)   | Talen Horton-Tucker (8)  | Vivint Smart Home Arena 18 206  | 35 - 40 |
| 76    | 29 mars    | @ San Antonio   | V 128-117 | Talen Horton-Tucker (41) | Walker Kessler (10)   | Dunn, Horton-Tucker (5)  | AT&T Center 18 354              | 36 - 40 |
| 77    | 31 mars    | @ Boston        | D 114-122 | Talen Horton-Tucker (28) | Walker Kessler (10)   | Talen Horton-Tucker (7)  | TD Garden 19 156                | 36 - 41 |

| Match | Date match | Équipe        | Score          | Meilleur marqueur          | Meilleur rebondeur  | Meilleur passeur          | Lieux Spectateurs              | Série   |
| ----- | ---------- | ------------- | -------------- | -------------------------- | ------------------- | ------------------------- | ------------------------------ | ------- |
| 78    | 2 avril    | @ Brooklyn    | D 110-111      | Talen Horton-Tucker (32)   | Kelly Olynyk (15)   | Talen Horton-Tucker (8)   | Barclays Center 17 732         | 36 - 42 |
| 79    | 4 avril    | L.A. Lakers   | D 133-135 (OT) | Horton-Tucker, Olynyk (23) | Damian Jones (8)    | Horton-Tucker, Olynyk (7) | Vivint Smart Home Arena 18 206 | 36 - 43 |
| 80    | 6 avril    | Oklahoma City | D 98-114       | Kris Dunn (22)             | Kelly Olynyk (14)   | Dunn, Olynyk (8)          | Vivint Smart Home Arena 18 206 | 36 - 44 |
| 81    | 8 avril    | Denver        | V 118-114      | Ochai Agbaji (28)          | Udoka Azubuike (11) | Kris Dunn (14)            | Vivint Smart Home Arena 18 206 | 37 - 44 |
| 82    | 9 avril    | @ L.A. Lakers | D 117-128      | Kris Dunn (26)             | Kris Dunn (10)      | Agbaji, Dunn (8)          | Crypto.com Arena 18 997        | 37 - 45 |

### Confrontations en saison régulière
| Conférence Est      | Conférence Est                              | Conférence Est                              | Conférence Ouest                            | Conférence Ouest                            | Conférence Ouest                            | Conférence Ouest                            | Conférence Ouest                            |
| Division Atlantique | Division Atlantique                         | Division Atlantique                         | Division Nord-Ouest                         | Division Nord-Ouest                         | Division Nord-Ouest                         | Division Nord-Ouest                         | Division Nord-Ouest                         |
| Équipe              | Domicile                                    | Extérieur                                   | Équipe                                      | Domicile                                    | Domicile                                    | Extérieur                                   | Extérieur                                   |
| ------------------- | ------------------------------------------- | ------------------------------------------- | ------------------------------------------- | ------------------------------------------- | ------------------------------------------- | ------------------------------------------- | ------------------------------------------- |
| Boston              | 118-117                                     | 114-122                                     | Denver                                      | 123-102                                     | 118-114                                     | 101-117                                     | 110-115                                     |
| Brooklyn            | 106-117                                     | 110-111                                     | Minnesota                                   | 108-118                                     | 118-143                                     | 132-126 (OT)                                | 126-125                                     |
| New York            | 111-118                                     | 120-126                                     | Oklahoma City                               | 120-119 (OT)                                | 98-114                                      | 103-130                                     | 119-129                                     |
| Philadelphie        | 117-118                                     | 98-105                                      | Portland                                    | 111-116                                     | 115-127                                     | 118-113                                     | 124-134                                     |
| Toronto             | 131-128                                     | 122-116                                     |                                             |                                             |                                             |                                             |                                             |
| Division            | 3-7 (Domicile : 2-3; Extérieur : 1-4)       | 3-7 (Domicile : 2-3; Extérieur : 1-4)       | Division                                    | 6-10 (Domicile : 3-5; Extérieur : 3-5)      | 6-10 (Domicile : 3-5; Extérieur : 3-5)      | 6-10 (Domicile : 3-5; Extérieur : 3-5)      | 6-10 (Domicile : 3-5; Extérieur : 3-5)      |
| Division Centrale   | Division Centrale                           | Division Centrale                           | Division Pacifique                          | Division Pacifique                          | Division Pacifique                          | Division Pacifique                          | Division Pacifique                          |
| Équipe              | Domicile                                    | Extérieur                                   | Équipe                                      | Domicile                                    | Domicile                                    | Extérieur                                   | Extérieur                                   |
| Chicago             | 107-114                                     | 118-126                                     | Golden State                                | 124-123                                     |                                             | 118-129                                     | 107-112                                     |
| Cleveland           | 116-114                                     | 99-122                                      | L.A. Clippers                               | 125-112                                     | 126-103                                     | 110-102                                     | 114-121                                     |
| Detroit             | 116-125                                     | 126-111                                     | L.A. Lakers                                 | 139-116                                     | 133-135 (OT)                                | 130-116                                     | 117-128                                     |
| Indiana             | 139-119                                     | 123-117                                     | Phoenix                                     | 134-133                                     | 103-117                                     | 112-113                                     |                                             |
| Milwaukee           | 116-144                                     | 97-123                                      | Sacramento                                  | 115-117                                     | 128-120                                     | 125-126                                     | 113-121                                     |
| Division            | 4-6 (Domicile : 2-3; Extérieur : 2-3)       | 4-6 (Domicile : 2-3; Extérieur : 2-3)       | Division                                    | 8-10 (Domicile : 6-3; Extérieur : 2-7)      | 8-10 (Domicile : 6-3; Extérieur : 2-7)      | 8-10 (Domicile : 6-3; Extérieur : 2-7)      | 8-10 (Domicile : 6-3; Extérieur : 2-7)      |
| Division Sud-Est    | Division Sud-Est                            | Division Sud-Est                            | Division Sud-Ouest                          | Division Sud-Ouest                          | Division Sud-Ouest                          | Division Sud-Ouest                          | Division Sud-Ouest                          |
| Équipe              | Domicile                                    | Extérieur                                   | Équipe                                      | Domicile                                    | Domicile                                    | Extérieur                                   | Extérieur                                   |
| Atlanta             | 108-115                                     | 125-119                                     | Dallas                                      | 108-100                                     | 111-124                                     | 100-103                                     | 116-120                                     |
| Charlotte           | 120-102                                     | 119-111                                     | Houston                                     | 109-101                                     |                                             | 108-114                                     | 131-114                                     |
| Miami               | 123-126                                     | 115-119                                     | Memphis                                     | 124-123                                     | 121-105                                     | 118-123                                     | 111-117                                     |
| Orlando             | 112-108                                     | 131-124                                     | New Orleans                                 | 121-100                                     | 132-129 (OT)                                | 122-121 (OT)                                |                                             |
| Washington          | 120-112                                     | 112-121                                     | San Antonio                                 | 118-102                                     | 94-102                                      | 122-126                                     | 128-117                                     |
| Division            | 6-3 (Domicile : 3-2; Extérieur : 3-1)       | 6-3 (Domicile : 3-2; Extérieur : 3-1)       | Division                                    | 10-7 (Domicile : 7-2; Extérieur : 3-5)      | 10-7 (Domicile : 7-2; Extérieur : 3-5)      | 10-7 (Domicile : 7-2; Extérieur : 3-5)      | 10-7 (Domicile : 7-2; Extérieur : 3-5)      |
| Conférence          | 13-17 (Domicile : 7-8; Extérieur : 6-9)     | 13-17 (Domicile : 7-8; Extérieur : 6-9)     | Conférence                                  | 24-28 (Domicile : 16-10; Extérieur : 8-18)  | 24-28 (Domicile : 16-10; Extérieur : 8-18)  | 24-28 (Domicile : 16-10; Extérieur : 8-18)  | 24-28 (Domicile : 16-10; Extérieur : 8-18)  |
| Total               | 37-45 (Domicile : 23-18; Extérieur : 14-27) | 37-45 (Domicile : 23-18; Extérieur : 14-27) | 37-45 (Domicile : 23-18; Extérieur : 14-27) | 37-45 (Domicile : 23-18; Extérieur : 14-27) | 37-45 (Domicile : 23-18; Extérieur : 14-27) | 37-45 (Domicile : 23-18; Extérieur : 14-27) | 37-45 (Domicile : 23-18; Extérieur : 14-27) |

## Classements
| Conférence Ouest | Conférence Ouest                     | Conférence Ouest | Conférence Ouest | Conférence Ouest | Conférence Ouest | Conférence Ouest | Conférence Ouest |
| No               | Franchise                            | Vic.             | Def.             | MJ               | V/D              | GB               |                  |
| ---------------- | ------------------------------------ | ---------------- | ---------------- | ---------------- | ---------------- | ---------------- | ---------------- |
| 1                | c - Nuggets de Denver                | 53               | 29               | 82               | .646             | -                |                  |
| 2                | y - Grizzlies de Memphis             | 51               | 31               | 82               | .622             | 2                |                  |
| 3                | y - Kings de Sacramento              | 48               | 34               | 82               | .585             | 5                |                  |
| 4                | x - Suns de Phoenix                  | 45               | 37               | 82               | .549             | 8                |                  |
| 5                | x - Clippers de Los Angeles          | 44               | 38               | 82               | .537             | 9                |                  |
| 6                | x - Warriors de Golden State         | 44               | 38               | 82               | .537             | 9                |                  |
|                  |                                      |                  |                  |                  |                  |                  |                  |
| 7                | x - Lakers de Los Angeles            | 43               | 39               | 82               | .524             | 10               |                  |
| 8                | x - Timberwolves du Minnesota        | 42               | 40               | 82               | .512             | 11               |                  |
| 9                | pi - Pelicans de La Nouvelle-Orléans | 42               | 40               | 82               | .512             | 11               |                  |
| 10               | pi - Thunder d'Oklahoma City         | 40               | 42               | 82               | .488             | 13               |                  |
|                  |                                      |                  |                  |                  |                  |                  |                  |
| 11               | o - Mavericks de Dallas              | 38               | 44               | 82               | .463             | 15               |                  |
| 12               | o - Jazz de l'Utah                   | 37               | 45               | 82               | .451             | 16               |                  |
| 13               | o - Trail Blazers de Portland        | 33               | 49               | 82               | .402             | 20               |                  |
| 14               | o - Rockets de Houston               | 22               | 60               | 82               | .268             | 31               |                  |
| 15               | o - Spurs de San Antonio             | 22               | 60               | 82               | .268             | 31               |                  |

| Division Nord-Ouest            | V  | D  | MJ | V/D  | GB | Dom   | Ext   | Div  |
| ------------------------------ | -- | -- | -- | ---- | -- | ----- | ----- | ---- |
| y - Nuggets de Denver          | 53 | 29 | 82 | .646 | –  | 34-7  | 19-22 | 10-6 |
| pi - Timberwolves du Minnesota | 42 | 40 | 82 | .512 | 11 | 22-19 | 20-21 | 8-8  |
| pi - Thunder d'Oklahoma City   | 40 | 42 | 82 | .488 | 13 | 24-17 | 16-25 | 9-7  |
| o - Jazz de l'Utah             | 37 | 45 | 82 | .451 | 16 | 23-18 | 14-27 | 6-10 |
| o - Trail Blazers de Portland  | 33 | 49 | 82 | .402 | 20 | 17-24 | 16-25 | 7-9  |